# Das weiße Band
Das weiße Band (bra: A Fita Branca; prt: O Laço Branco) é um filme austríaco de 2009 dirigido por Michael Haneke, sobre um coral de crianças em uma vila no norte da Alemanha pouco antes da Primeira Guerra Mundial. De acordo com Haneke, o filme é sobre "a origem de todo tipo de terrorismo, seja ele de natureza política ou religiosa".
No Brasil, foi lançado nos cinemas pela Imovision em 12 de fevereiro de 2010.

## Recepção
No agregador de críticas Rotten Tomatoes, que categoriza as opiniões apenas como positivas ou negativas, o filme tem um índice de aprovação de 86% calculado com base em 148 comentários dos críticos. Já no agregador Metacritic, com base em 33 opiniões de críticos que escrevem em maioria para a imprensa tradicional, o filme tem uma média aritmética ponderada de 82 entre 100, com a indicação de "aclamação universal."

## Prêmios
Venceu a Palma de Ouro no Festival de Cannes de 2009 e o Globo de Ouro de Melhor Filme (estrangeiro), em 17 de janeiro de 2010.[carece de fontes?]